# سینیک ولی رانچوز (کالیفرنیا)
سینیک ولی رانچوز (به انگلیسی: Scenic Valley Ranchos) یک منطقهٔ مسکونی در ایالات متحده آمریکا است که در شهرستان کالاوراس، کالیفرنیا واقع شده‌است. سینیک ولی رانچوز ۱۱۷ متر بالاتر از سطح دریا واقع شده‌است.